# 比沃戈薩內峰
69°25′S 39°48′E / 69.417°S 39.800°E
比沃戈薩內峰是南極洲的山峰，位於呂佐夫-霍爾姆灣東岸，處於比沃根灣東岸，該山峰根據挪威探險隊拍攝的空中照片被繪入地圖。